# Linnaea uniflora
Linnaea uniflora là một loài thực vật có hoa trong họ Kim ngân. Loài này được (R. Br.) A. Braun mô tả khoa học đầu tiên năm 1872.